# Edgar Bright Wilson
Edgar Bright Wilson Jr., genannt Bright Wilson, (* 18. Dezember 1908 in Gallatin, Tennessee; † 12. Juli 1992 in Cambridge, Massachusetts) war ein US-amerikanischer Chemiker.

## Leben
Wilson wuchs in Yonkers in New York auf und war in seiner Jugend Radiobastler. Die Lektüre eines Thermodynamik-Lehrbuchs ließ ihn eine Karriere als Wissenschaftler beginnen. Er studierte an der Princeton University (1930 Bachelor und 1931 Master-Abschluss) und ab 1931 am Caltech, wo er 1933 bei Linus Pauling promoviert wurde und danach ein Jahr als Post-Doktorand forschte. Ab 1934 war er einer der ersten Junior Fellows an der Harvard University, wo er 1936 Assistant Professor wurde. 1939 wurde er Associate Professor, 1946 Professor und blieb dort den Rest seiner Karriere, zuletzt als Theodore William Richards Professor. Ab 1979 war er Professor Emeritus.
Im Zweiten Weltkrieg war er Forschungsdirektor am Woods Hole Labor für Unterwasserexplosionen.
Wilson war ein Pionier in der theoretischen Analyse von Molekülspektren und ihrer Ableitung aus der Quantenmechanik insbesondere mit Anwendung der Gruppentheorie. Von ihm stammt die GF Methode, um die Hamiltonfunktion in den inneren Freiheitsgraden eines mehratomigen Moleküls durch Normalkoordinaten darzustellen (dargestellt in seinem Lehrbuch von 1955 über Molekülschwingungen). Außerdem war er ein Pionier in der Anwendung der auf der Entwicklung des Radars im Zweiten Weltkrieg beruhenden Mikrowellenspektroskopie auf die Aufklärung der Molekülstrukturen und deren Rotationsfreiheitsgraden, sowohl experimentell als auch theoretisch. Er schrieb mit Pauling ein Lehrbuch der Quantenmechanik, das lange in den USA das Standardwerk für Chemiker war.
1939 wurde er Fellow der American Physical Society. 1944 wurde Wilson in die American Academy of Arts and Sciences gewählt, 1946 in die American Philosophical Society und 1947 in die National Academy of Sciences. 1975 erhielt er die National Medal of Science, 1976 den Antonio-Feltrinelli-Preis, 1982 die Elliott-Cresson-Medaille und 1978 den Welch Award in Chemistry. 1979 erhielt er den Willard Gibbs Award, 1973 die Rumford-Medaille und 1937 den American Chemical Society Award in Pure Chemistry. 1949 und 1970 war er Guggenheim Fellow.
Er war seit 1935 mit Emily Buckingham verheiratet, die 1954 starb. Mit ihr hatte er zwei Söhne und eine Tochter. In zweiter Ehe war er mit der Photochemikerin Therese Wilson verheiratet. Er ist der Vater des Nobelpreisträgers für Physik Kenneth Wilson. Zu seinen rund 150 Doktoranden zählen Dudley Herschbach und Robert Karplus.

## Ehrungen
Der seit 1997 vergebene E. Bright Wilson Award in Spectroscopy der American Chemical Society ist ihm zu Ehren benannt.

## Werke (Auswahl)
Einzelausgaben
- mit Linus Pauling: Introduction to quantum mechanics. With applications in chemistry. Dover Publ., New York 1985, ISBN 0-486-64871-0 (Nachdr. d. Ausg. New York 1935)
- Introduction to scientific research. Dover Publ., New York 1990, ISBN 0-486-66545-3 (Nachdr. d. Ausg. New York 1952).
- mit John C. Decius, Paul C. Cross: Molecular Vibrations. The theory of Infrared and Raman vibrational spectra. Dover Publ., New York 1980, ISBN 0-486-63941-X (Nachdr. d. Ausg. New York 1955).

Werkausgabe
- Dudley R. Herschbach (Hrsg.): Molecular symmetry, structure, spectra and selected papers of E. Bright Wilson. World Scientific Press, Singapur 1997, ISBN 978-981-02-1774-7.